# Красные пещеры
Красные пещеры или Кра́сная пещера (Кизи́л-Коба́) (укр. Червона печера, Кизил-Коба, крымскотат. Qızıl Qoba, Къызыл Къоба) — пещера-источник, расположенная в Крымских горах на отрогах Долгоруковской яйлы (Субаткан-яйла) вблизи ныне не существующего села Краснопещерного (Кызыл Коба), в 3 км от села Перевального Симферопольского района. Выход воды на поверхность считается истоком реки Кизилкобинка, притока Салгира. Название происходит от тюркского кизил — красный, коба — пещера и связано с красновато-коричневым оттенком известняков верхнеюрского периода, в которых залегает пещера. Это самая большая из исследованных система пещер в Крыму. Она образовалась на высоте примерно 600 м над уровнем моря в результате карстовых процессов в известняках, связанных с деятельностью дождевых и снеговых вод и представляет собой систему разноэтажных пещер, соединяющихся между собой отдельными ходами, колодцами и сифонами. Первые письменные описательные сведения о Кизилкобинских пещерах были опубликованы П. И. Сумароковым в 1803 году в его травелоге «Досуги крымского судьи, или Второе путешествие в Тавриду». В последующие годы о пещерах упоминали в своих статьях А. С. Грибоедов (1825), П. И. Кёппен (1828), научное описание опубликовал в 1843 году швейцарский натуралист и археолог Ф. Дюбуа де Монпере. 7 августа 1963 года на территории комплекса был создан одноимённый геологический памятник природы государственного значения общей площадью 33 гектара.

## Окрестности
Красные пещеры расположены на отроге Долгоруковской яйлы. От окраины села Перевальное к пещерам ведёт дорога по Кизил-Кобинскому ущелью, вдоль правого берега реки Кизилкобинки (Кызыл-Коба). Ущелье замыкается тридцатиметровой почти отвесной стеной, туфовой площадкой и водопадом. В 17-ти метрах над туфовой площадкой открывается вход в нижний этаж — Харанлых-Кобы, выше (50 м над площадкой) — вход Иель-Кобы, ещё выше (70 м над площадкой) и немного в стороне — отверстие пещеры Ромашка.
Пещеры находятся среди крупнейших в Крыму известковых туфовых отложений, объём которых достигает 400 000 м³; коррелятные отложения у Красных пещер прекратились примерно в VII—VI веках до н. э. Радиоуглеродный анализ показал абсолютный возраст туфов Красных пещер — 25 000 лет. Долгоруковский массив (яйла) сложен в основном слабо карстующимися оксфорд-киммериджскими отложениями. Отложения представлены переслаивающимися песчаниками, кварцевыми известняковыми конгломератами и тонкоплитчатыми известняками, смятыми в сложные складки. Геологические и геофизические исследования показали, что с востока на запад происходит ступенчатое погружение известняковых блоков под нижнемеловые аргиллиты, алевролиты и песчаники, выполняющие Салгирскую эрозионно-тектоническую депрессию (впадину). Красные пещеры являются естественной дренажной системой, собирающей водные стоки с площади 10 км² Долгоруковского плато.
При тафономических исследованиях на разных этажах пещер был обнаружен костный материал. Наиболее древнее раннеплейстоценовое местонахождение найдено на пятом этаже, где были выявлены кости тринадцати особей: пещерных медведей (8 шт.), волка, зайца, хомяка обыкновенного, клушицы, альпийской галки. В шурфах перед входом в пещеру в культурных слоях VII—VI веков до н. э. и III века собраны костные остатки быка домашнего, свиньи домашней, козы (или овцы), барсука, кошки, зайца-русака.

## История исследования

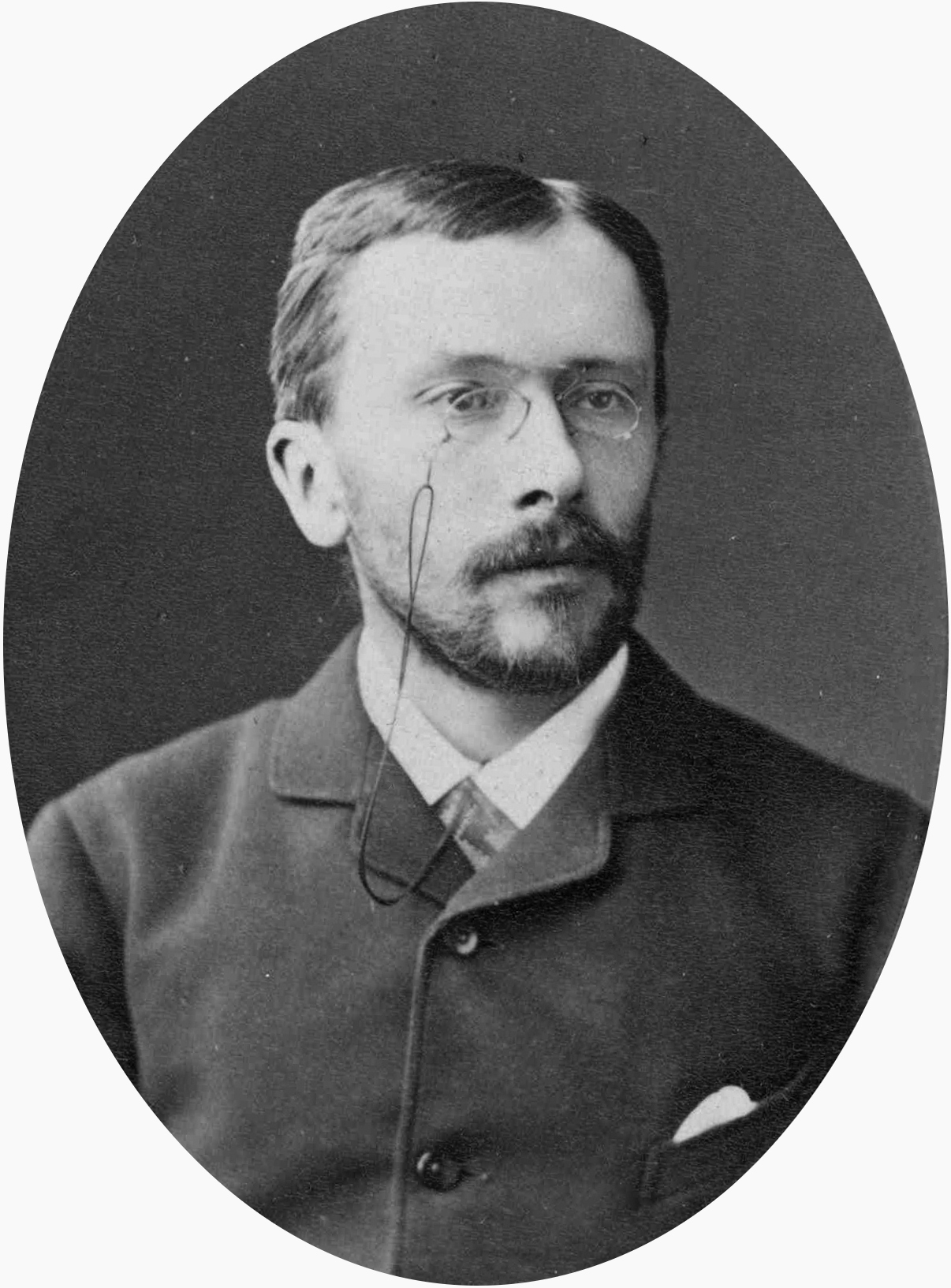
К. С. Мережковский — положил начало изучению археологии крымских пещер

Археологическое обследование Кизил-кобинского урочища началось в 1879 году и связано это с именем К. С. Мережковского, который положил начало изучению археологии крымских пещер. В окрестностях Красных пещер им было сделано открытие — на склоне Долгоруковской яйлы он обнаружил место производства кремнёвых орудий труда, относящихся к каменному веку. Здесь было найдено около 1000 орудий, 100 нуклеусов, 5000 отщепов. В 1900 году Я. К. Лебединский дал первые сведения о подземной фауне пещер. В 1905—1907 годах, по инициативе владельца окрестных мест князя Долгорукова, в пещере велись работы по добыче природного туфового камня. В 1920-х годах археологические разведки и раскопки Кизил-Кобы предприняли археологи Г. А. Бонч-Осмоловский, Н. Л. Эрнст и краевед С. И. Забнин. После длительного перерыва изучение природного памятника возобновилось с 1958 года Комплексной карстовой экспедицией Академии наук УССР и Министерства геологии УССР под руководством учёного-геолога и карстоведа Бориса Николаевича Иванова. Конец 1950-х годов охарактеризовался бурным ростом советской спелеологии, что позволило углубить исследования пещерных комплексов, в том числе и на Долгоруковской яйле. В 1971 году спелеологи Севастополя довели протяжённость Красной пещеры до 13,1 км. В 1997 году благодаря обследованиям спелеологов произошло соединение Голубиной пещеры и Красной; в 2004 году в общую систему Красных пещер были добавлены пещеры Грифон и Университетская, в результате чего общая длина системы Красных пещер превысила 23 км; в перспективе возможно соединение с пещерой Мар-Хосар. Воронка-вход пещеры Мар-Хосар расположена в километре от понора Провала. В 2002 году спелеологам удалось пройти серию нешироких ходов километровой пещеры. Был пройден последний сифон, но осталась неисследованной следующая за ним галерея. При совмещении планов пещер Мар-Хосар и Провал их новые части уже почти совпадали. До их слияния остаётся вероятно несколько шагов.

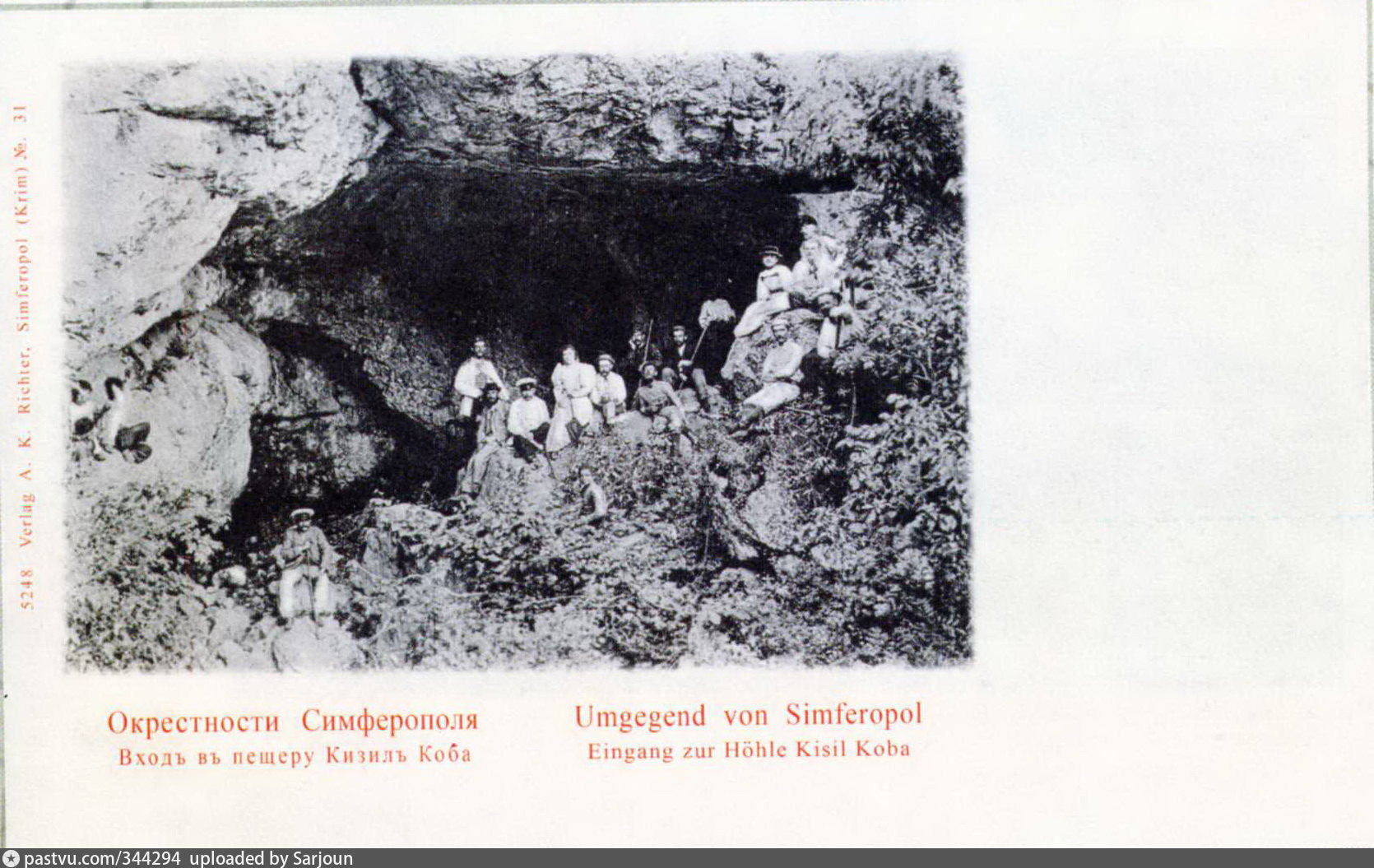
Со второй половины XIX века в пещеру проводились учебные экскурсии Симферопольской мужской гимназии и многочисленные любительские экскурсии

## Описание

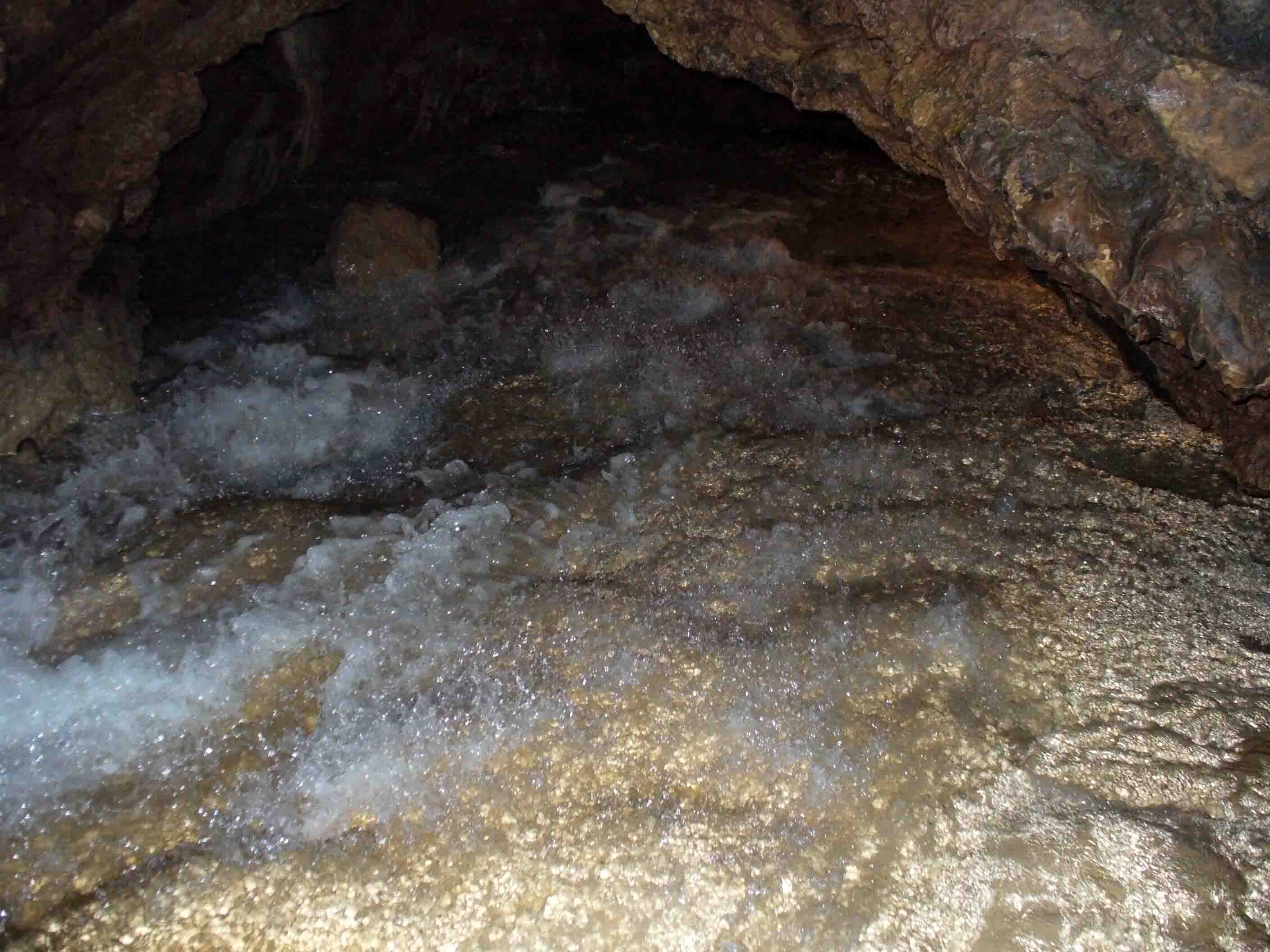
Река Кизилкобинка в пещере — главный творец «природного чуда»

Краснопещерный комплекс состоит из трёх основных пещер. Харанлых-Коба (Тёмная) — нижняя трёхэтажная. По её первому этажу протекает подземная река Кизилкобинка, которая, вытекая из пещеры, образует водопад Су-Учкан. Температура воды в подземной части реки, в зависимости от сезона, меняется от 8,8 до 10,1 °C. На первом этаже пещеры находится один из самых больших сталактитов в Европе. Его длина составляет порядка 8 метров, а возраст — около 8000 лет. Иель-Хоба (Ветровая) — средняя пещера состоит из двух этажей в виде узких и запутанных, слабо наклонённых ходов, которые соединены колодцами пятиметровой глубины. Шестой этаж составляет верхняя пещера — Ромашка. Все три пещеры называют одним общим названием Кизил-Коба или Красная пещера. Бытует также и название в форме множественного числа — Красные пещеры. Сначала возник самый верхний, шестой этаж пещеры. За многие тысячи лет река Кизилкобинка сделала своё дело и затем один за другим появились пять нижних этажей. Относительное превышение одного этажа над другим составляет от 4 до 10 м. Общая протяжённость обследованной части составляет более 26 км (2017), площадь 64 000 м², общий объём — 270 000 м³. Средняя температура воздуха в тёплое время 9,2 °C, в зимний период 12 °C. Древность пещеры исчисляется примерно 1 млн лет.
Кизилкобинка является продолжением небольшой горной реки Суботхан. Воды Суботхан, проделав короткий путь по Долгоруковской яйле, низвергаются в карстовую шахту-понор Провал и уходят под землю, сливаясь затем с подземной частью реки Кизилкобинка. В 1958 году В. Н. Дублянский вместе с симферопольскими спортсменами-спелеологами доказали связь Суботхана с пещерной Кизилкобинкой. В шахту Провал был запущен органический краситель — флуоресцеин. Через двое суток, в шести километрах от Провала, водопад Су-Учкан окрасился в ярко-зелёный цвет. Но река Суботхан иногда пересыхает, а Кизилкобинка продолжает нести свои воды даже в засушливые периоды. Объясняется тем, что в недрах горного массива существует сеть озёр и сифонов, которая является подпиткой и природным регулятором стока Кизилкобинки.

### Фауна
В 1920-х — 1940-х годах в Красных пещерах ещё обитали колонии летучих мышей — обыкновенного длиннокрыла (ныне в этих местах неизвестен) и, редко встречающийся, двухцветный кожан. Следствием обитания летучих мышей в археологических шурфах пещеры обнаружены тонкие до 5 см фосфорсодержащие минералы — прослои гуано. В состав подземной пещерной фауны входят бокоплавы, мокрицы, ложные скорпионы, веслоногие и другие ракообразные, пауки, некоторые виды бабочек, жуков, мух.

## Археологический аспект(Туфовая площадка)
Первые научные открытия в Красной пещере были сделаны в 1914 году симферопольским краеведом С. И. Забниным. На небольшой, недоступной для воды площадке («Туфовой»), перед входом в нижнюю пещеру Харанлых-Коба в верхнем слое грунта им были обнаружены остатки очагов и предметов быта III—IV веков: керамические пряслица, обломки лепной и гончарной посуды. Ранее здесь же были найдены более древние вещи: кремнёвые ножи, каменный молоток с проушиной для рукоятки, костяные иглы, обломки лепной посуды, пронизи из морских раковин, кости домашних и диких животных. Считалось, что здесь было жильё первобытного человека. В 1921 году археологами Г. А. Бонч-Осмоловским и Н. Л. Эрнстом были найдены обломки лепных сосудов VII—VI веков до н. э., а также бронзовые наконечники стрел, кольца, браслеты, бусы. В те же годы на Туфовой площадке было раскопано жилище древних людей, населявших эти места около 2500 лет назад. Жилище представляло собой вырубленную в туфе полуземлянку с лежанкой и нишами по бокам. Рядом с жилищем находились хозяйственные ямы. На прилегающей территории, как и при входе в пещеру, были обнаружены обломки лепной посуды, бронзовые двухлопастные втульчатые наконечники стрел, различные украшения. Древнейшие обитатели использовали для жилищ сухие гроты перед пещерами, а также в мягком известковом туфе сами вырубали небольшие помещения. Внутри самих пещер не было обнаружено признаков длительного пребывания человека. Вероятно для постоянного проживания не подходят природные условия. Найденные предметы позволили определённо датировать время существования небольшого поселения — VII—VI веком до н. э. (период позднего бронзового и раннего железного века). Со временем при обследовании подобных примитивных жилых сооружений в других местах Крыма были выявлены характерная по форме и орнаментированию посуда, зерновые ямы, предметы быта и украшения. Это позволило Г. А. Бонч-Осмоловскому выделить особую культуру, редко встречаемую за пределами Крымского полуострова, генетически связанную с таврами. Новая культура получила название по месту первых находок — «Кизил-кобинская». Большинство поселений и стоянок кизил-кобинской культуры находятся в горном и предгорном Крыму, реже встречаются на южном побережье, в степных районах — единичные памятники.

## Туризм
Пещерный комплекс располагается недалеко от села Перевального, в 3 км от трассы Симферополь — Алушта. В 1990 году была оборудована привходовая часть Красной пещеры, протяжённость которой составила около 200 м. Маршрут для туристов был проложен из нижнего входа по первому этажу Грибоедовской галереи до подземной реки. Вследствие того, что по первому этажу протекает подземная река и в результате ежегодных паводков после сильных дождей и быстрого таяния снега уровень реки поднимается, то туристический маршрут оказывался затопленным. Поэтому был пробит водоотводный канал, позволяющий быстро сбрасывать паводковые воды. В конце 1990-х годов оборудованная часть была продлена до Первого сифона и протяжённость экскурсионного маршрута составила 500 м. Высота самого большого зала пещеры, называемого Зал Голубой Капели — 145 м. Но увидеть этот зал и подобные другие можно только в рамках экстрим-тура в гидрокостюмах. В первом зале реконструировано древнее святилище скотоводческо-земледельческого культа VII—VI веков до н. э. Пещеру спелеологи расчищали и оборудовали для посещений постепенно, после чего появились красивые сталагнаты и провал над пещерным озером. Каждый зал имеет своё название и свой неповторимый вид. Для посещений пещера открыта круглый год, без выходных.

## Галерея

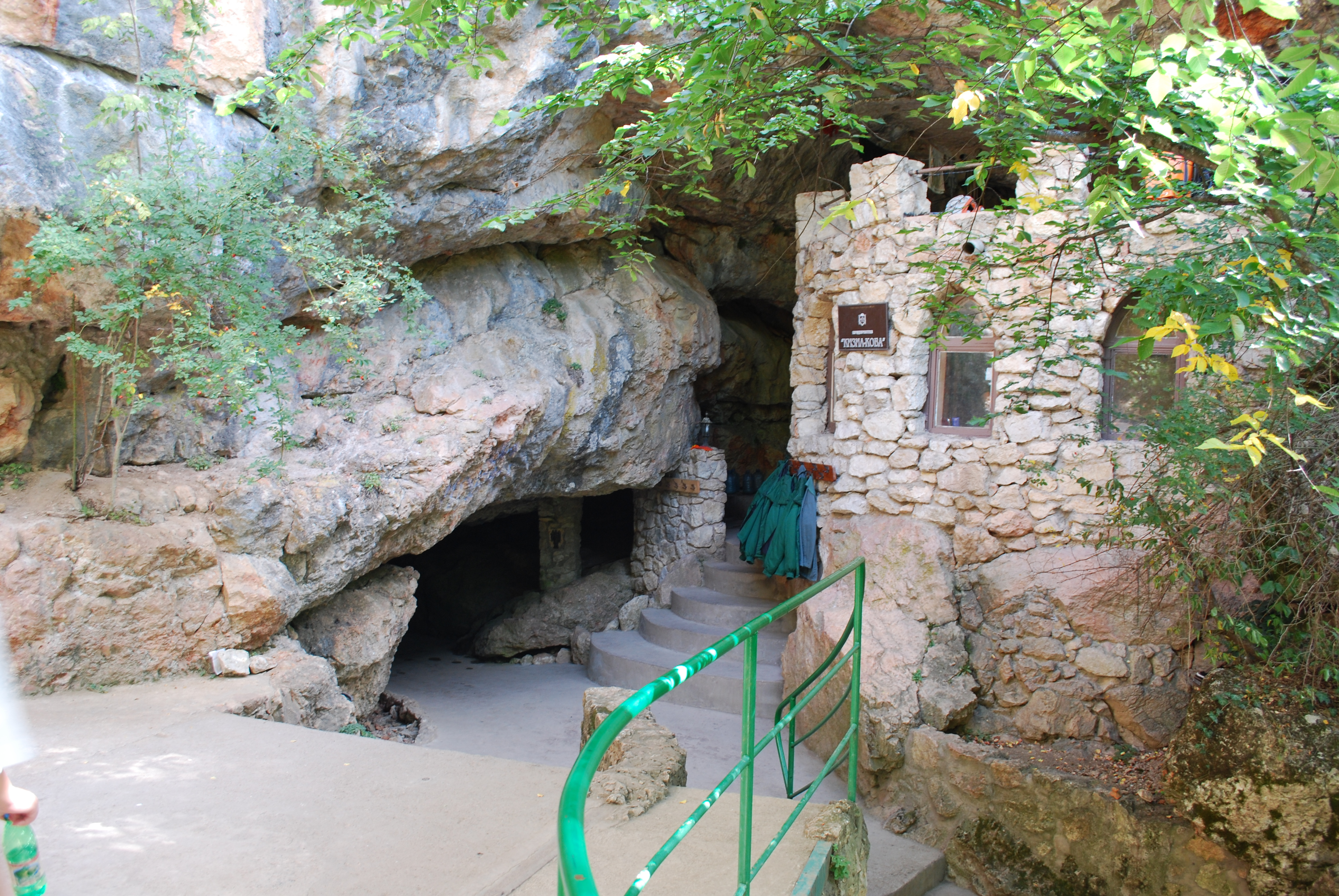
Вход в пещеру
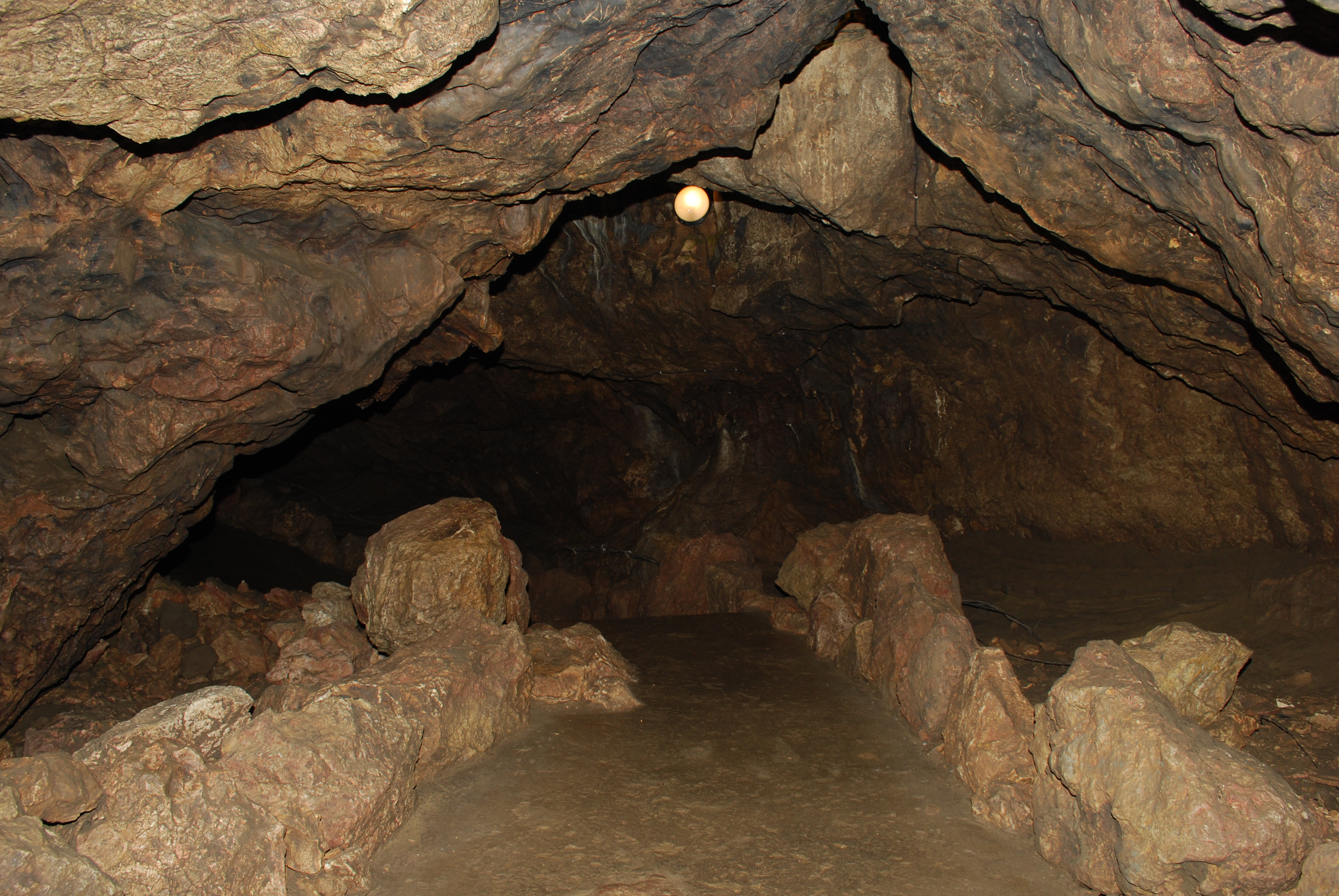
Экскурсионный маршрут
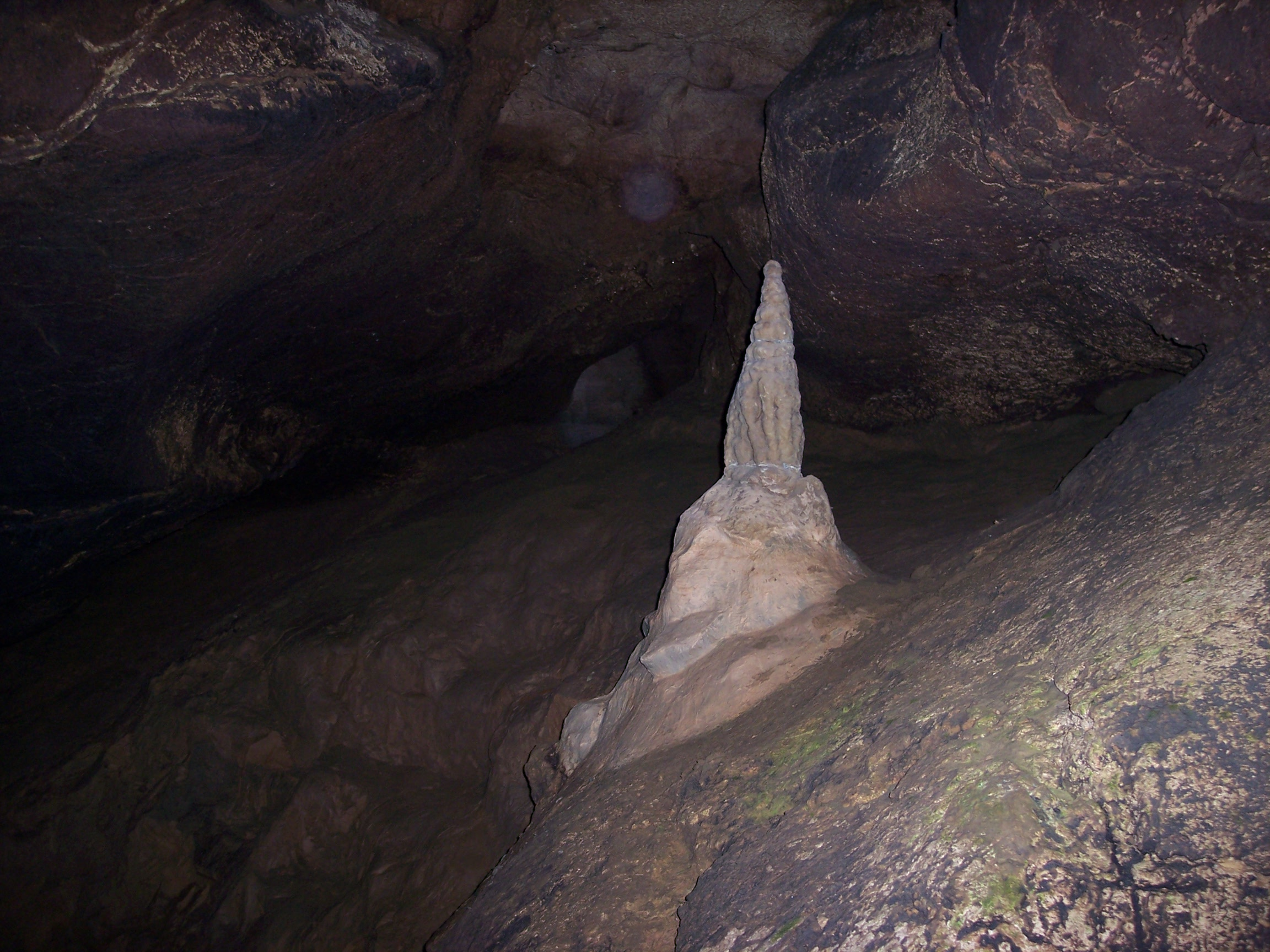
В пещере
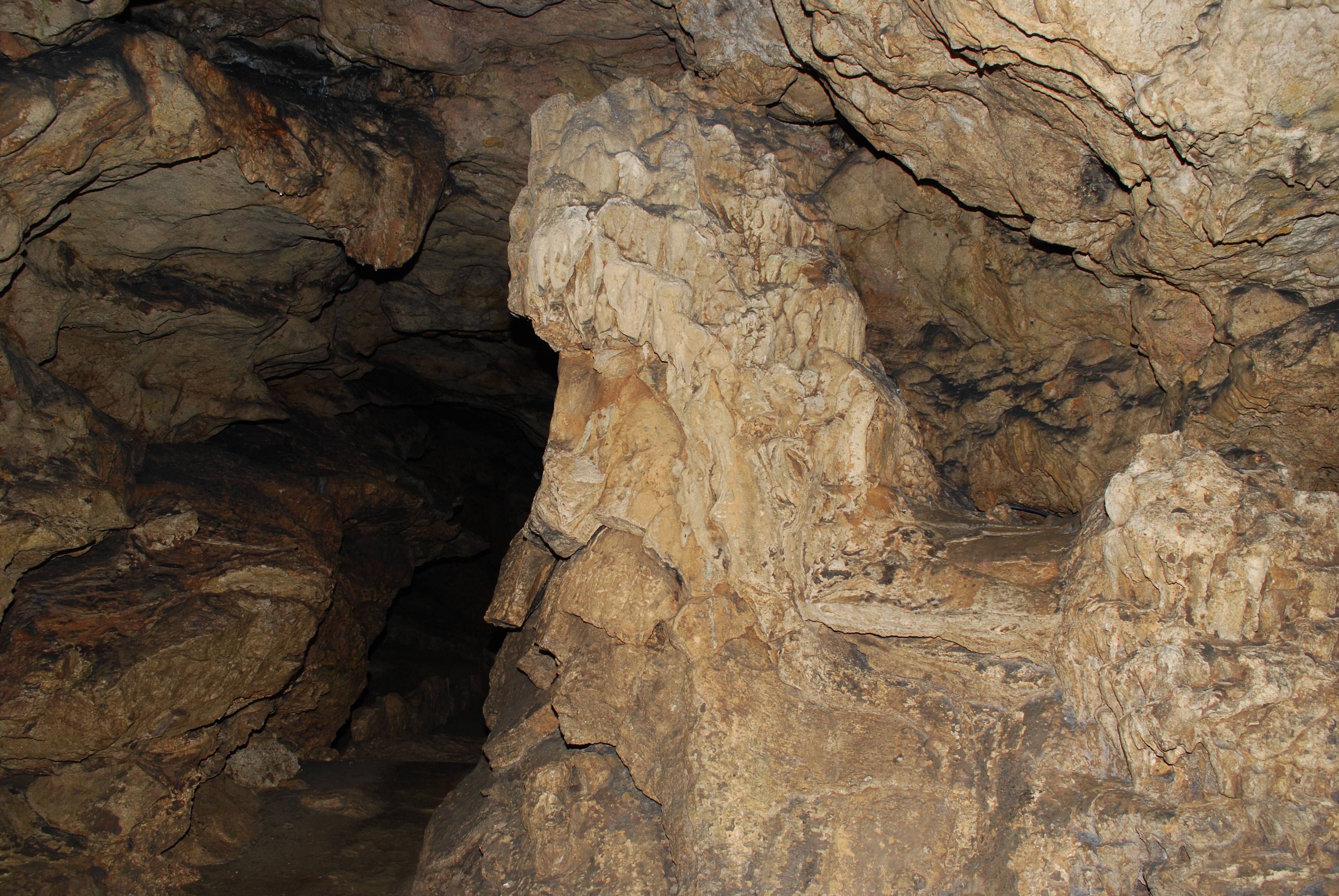
Сталагмит «Хозяин пещеры»
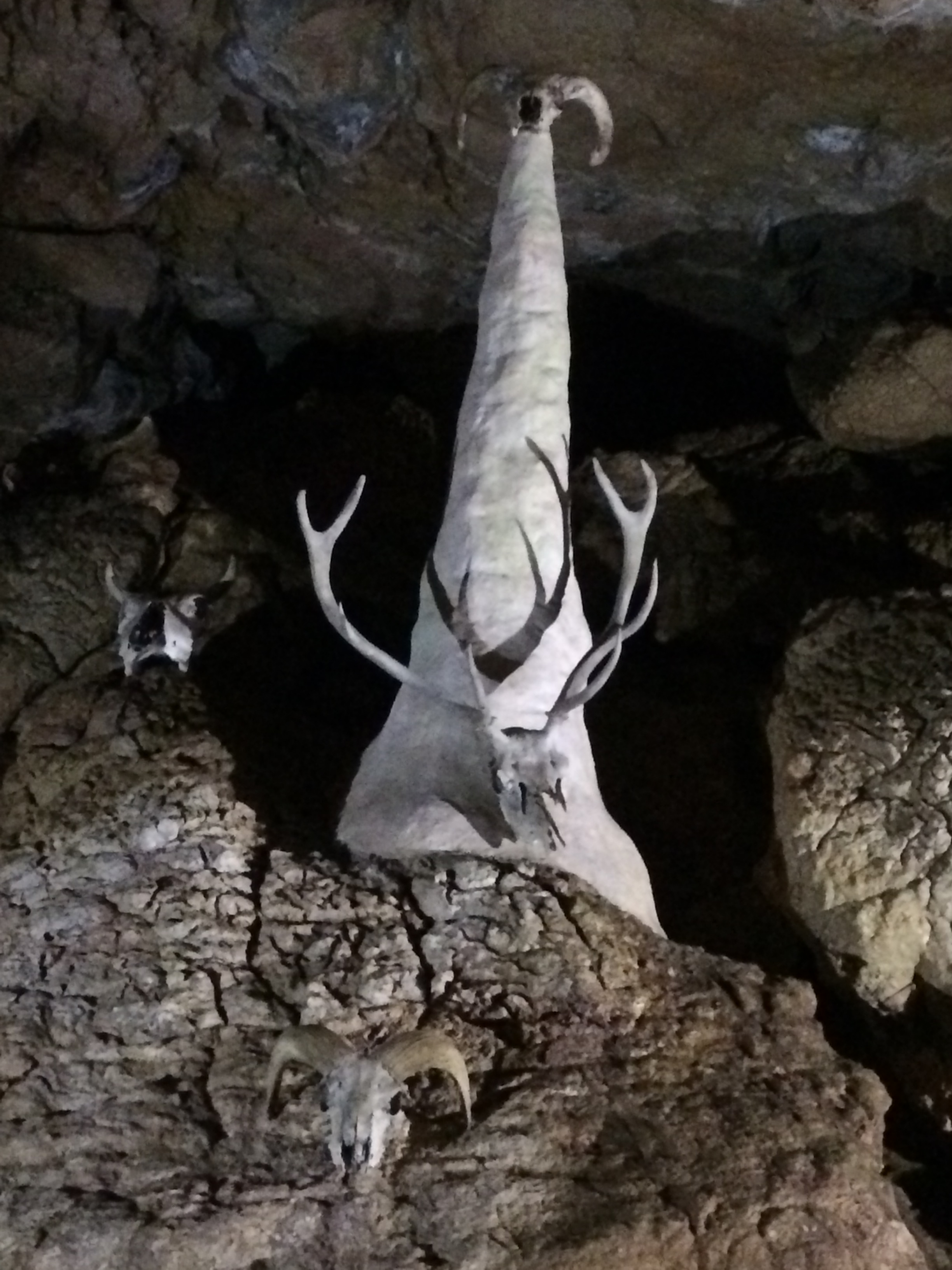
Святилище